# آرثر ر. تايلور
آرثر ر. تايلور (بالإنجليزية: Arthur R. Taylor)‏ هو شخصية أعمال أمريكي، ولد في 6 يوليو 1935، وتوفي في 3 ديسمبر 2015.